# Parnassia cooperi
Parnassia cooperi är en benvedsväxtart som beskrevs av William Edgar Evans. Parnassia cooperi ingår i släktet Parnassia och familjen Celastraceae. Inga underarter finns listade.